# Josef Bucek
Josef Bucek (Graz, 1933. augusztus 3. –) osztrák nemzetközi labdarúgó-játékvezető.

## Pályafutása

### Nemzeti játékvezetés
Ellenőreinek, sportvezetőinek javaslatára lett az I. Liga játékvezetője. Az aktív nemzeti játékvezetéstől 1981-ben vonult vissza.

### Nemzetközi játékvezetés
Az Osztrák labdarúgó-szövetség Játékvezető Bizottsága (JB) terjesztette fel nemzetközi játékvezetőnek, a Nemzetközi Labdarúgó-szövetség (FIFA) 1971-től tartotta nyilván bírói keretében. Több nemzetek közötti válogatott és klubmérkőzést vezetett, vagy működő társának partbíróként segített. Az osztrák nemzetközi játékvezetők rangsorában, a világbajnokság-Európa-bajnokság sorrendjében többedmagával a 16. helyet foglalja el 4 találkozó szolgálatával. Az aktív nemzetközi játékvezetéstől 1981-ben búcsúzott. Válogatott mérkőzéseinek száma: 7.

#### Világbajnokság
A világbajnoki döntőhöz vezető úton Argentínába a XI., az 1978-as labdarúgó-világbajnokságra és Spanyolországba a XII., az 1982-es labdarúgó-világbajnokságra a FIFA JB játékvezetőként alkalmazta.
| Időpont            | Helyszín                     | Mérkőzés típusa           | Mérkőzés          | Eredmény | Nézők száma |
| ------------------ | ---------------------------- | ------------------------- | ----------------- | -------- | ----------- |
| 1977. november 19. | Nemzeti Stadion, al-Ászima   | (AFC)/OFC) zóna           | Kuvait–Ausztrália | 1 : 0    |             |
| 1981. október 14.  | Charilaou Stadion, Szaloniki | előselejtező (5. csoport) | Görögország–Dánia | 2 : 3    | 18 000      |

#### Európa-bajnokság
Az európai-labdarúgó torna döntőjéhez vezető úton  Olaszországba a VI., az 1980-as labdarúgó-Európa-bajnokságra az UEFA  JB játékvezetőként foglalkoztatta.
| Időpont           | Helyszín                     | Mérkőzés típusa           | Mérkőzés             | Eredmény | Nézők száma |
| ----------------- | ---------------------------- | ------------------------- | -------------------- | -------- | ----------- |
| 1979. május 19.   | Vasil Levski Stadion, Szófia | előselejtező (1. csoport) | Bulgária–Írország    | 1 : 0    | 25 000      |
| 1979. december 9. | Tsirion Stadion, Limassol    | előselejtező (3. csoport) | Ciprus–Spanyolország | 1 : 3    | 15 000      |

#### Nemzetközi kupamérkőzések

##### Kupagyőztesek Európa-kupája
| Időpont              | Helyszín                           | Mérkőzés típusa               | Mérkőzés                        | Eredmény |
| -------------------- | ---------------------------------- | ----------------------------- | ------------------------------- | -------- |
| 1974. szeptember 18. | Üllői úti Stadion Budapest         | első forduló (1. mérkőzés)    | Ferencvárosi TC–Cardiff City FC | 2 – 0    |
| 1976. szeptember 29. | AXA Stadion, Prága                 | első forduló (2. mérkőzés)    | AC Sparta Praha–MTK-VM          | 1 – 1    |
| 1977. szeptember 14. | Beşiktaş İnönü Stadion Isztambul   | első forduló (1. mérkőzés)    | Beşiktaş JK–Diósgyőri VTK       | 2 – 0    |
| 1980. szeptember 3.  | Oláh Gábor utcai stadion, Debrecen | selejtező                     | Diósgyőri VTK–Celtic FC         | 2 – 1    |
| 1981. október 21.    | Fáy utca, Budapest                 | második forduló (1. mérkőzés) | Vasas SC–Standard de Liège      | 0 – 2    |

## Magyar vonatkozás
| Időpont            | Helyszín            | Mérkőzés típusa          | Mérkőzés         | Eredmény | Nézők száma |
| ------------------ | ------------------- | ------------------------ | ---------------- | -------- | ----------- |
| 1973. november 21. | Népstadion Budapest | 477. válogatott mérkőzés | Magyarország–NDK | 0 – 1    | 6000        |

## Külső hivatkozások
- Josef Bucek. World Referee. [2012. október 10-i dátummal az eredetiből archiválva]. (Hozzáférés: 2011. március 23.)
- Josef Bucek. footballzz.com. (Hozzáférés: 2013. április 14.)
- Josef Bucek. footballdatabase.eu. (Hozzáférés: 2011. március 23.)
- Josef Bucek. scoreshelf.com. [2016. január 24-i dátummal az eredetiből archiválva]. (Hozzáférés: 2013. április 14.)
- Josef Bucek. eu-football.info. (Hozzáférés: 2013. április 14.)